# Renaud de Sainte-Colombe
Renaud de Sainte-Colombe (voor 1570 – Pizay (gemeente Saint-Jean-d'Alcapiès), 29 oktober 1633) was een Frans ridder, heer van Sainte-Colombe en Pizay, en militair in het Franse leger.

## Levensloop

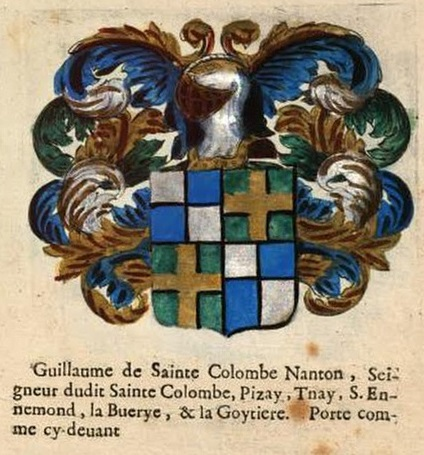
Combinatiewapen van het het huis van Nanton (rechtsboven en linksonder) en Sainte-Colombe (linksboven en rechtsonder).

Hij was zoon van Philibert de Sainte-Colombe en zijn vrouw Catherine de Nanton. Zijn vader overleed toen hij nog jong was. Zijn grootvader, François de Nanton, nam hem daarna onder zijn hoede en gaf hem een opleiding. Zijn grootvader liet hem per testament de heerlijkheid Pizay na, op voorwaarde dat hij de naam en het wapen van Nanton aannam naast die van Sainte-Colombe.
Op 23-jarige leeftijd ontmoette hij Guillaume de Saulx, luitenant in dienst van de koning in Bourgondië. Hij diende De Saulx vervolgens als vaandeldrager tijdens de Slag van Fontaine-Française in 1595.
In 1598 trouwde hij met Claudine d'Albon (overl. 1635), dochter van Bertrand d'Albon, kamerheer van de koning, en zijn vrouw Antoinette de Galles, vrouwe van Saint-Marcel.
Hij verklaarde in 1600 trouw aan Henri de Montpensier, heer van Beaujeu, voor Sainte-Colombe en in 1614 aan koning Lodewijk XIII van Frankrijk voor Bury (gemeente Pouilly-lès-Feurs), opbrengsten uit Salvizinet, La Valette en Rozier-en-Donzy, tienden, die hij deelde met de koning, in Sury-le-Bois, de heerlijkheid la Goyatière en Sainte-Colombe-sur-Gand en cijns in de parochies Saint-Just-la-Pendue, Neulise, Vendranges, Saint-Priest-la-Roche, Balbigny, Néronde en Bussières.
Renaud liet zes zoons en zeven dochters na. Hij bepaalde dat na zijn dood zijn vrouw zijn erfgenaam mocht aanwijzen. Per testament gedateerd 21 oktober 1640 wees ze haar jongste zoon, Guillaume, als opvolger aan.

## Kinderen
Met zijn vrouw, Claudine d'Albon, had hij de volgende kinderen:
1. Claude de Sainte-Colombe-Nanton, militair, diende onder Lodewijk van Bourbon, graaf van Soissons, tijdens het beleg van La Rochelle (1627-1628). Hij ging later naar het koninklijk hof in Compiègne. In Parijs raakte hij gewond in een tweegevecht met een ‘personne de marque’. Hij overleed vier dagen later en werd begraven in het Kapucijnenklooster aan de Rue Saint-Honoré in Parijs.[7]
2. Renaud de Sainte-Colombe, ridder in de Orde van Sint Jan van Jeruzalem, commandeur van Montferrand, hield zich bezig met liefdadigheid.[8]
3. François de Sainte-Colombe, kanunnik, kerkelijk graaf van Lyon, was voorzanger in Lyon en overleed in 1668.[9]
4. Louis Rollin de Sainte-Colombe, geestelijke in de Abdij van Savigny, overleed in april 1671.[9]
5. Claude de Saint-Colombe diende in een compagnie infanterie in het Franse leger en sneuvelde bij de stad Moncalieri tijdens een veldtocht door Piëmont. Hij werd begraven in het vlakbij gelegen dorp Lavan.[9]
6. Guillaume de Sainte-Colombe-Nanton, zijn opvolger.
7. Claudine de Sainte-Colombe trouwde met François de Menthon, ridder, heer van La Gelière, baron van Heria, zoon van François de Menthon en Marguerita de Chasteau de Vieux. Hun enige zoon, die de graaf van Montrottier genoemd werd, overleed aan ziekte in Holland in 1672.[10]
8. Marie de Sainte-Colombe, geestelijke, was priores van de Benedictijner abdij van Legnieu en Forez.[11]
9. Antoinette de Sainte-Colombe, geestelijke, was ook priores van die abdij.[11]
10. Marthe de Sainte-Colombe, geestelijke, kosteres van die abdij.[11]
11. Jeanne de Sainte-Colombe was niet vroom genoeg om opgenomen te worden in de geestelijke stand, zoals veel van haar zussen. In plaats daarvan hield ze zich bezig met liefdadigheidswerk in Lyon.[11]
12. Catherine de Sainte-Colombe, geestelijke, was non in het Ursulinenklooster in de Lyonese wijk Saint-Just, waar ze in 1671 overleed.[12]
13. Hilaire de Sainte-Colombe trouwde met Pierre de Montjouvent, heer van Boha du Chesnay en L'Eschallon, zoon van Claude de Montjouvent en Antoinette d'Arcis.[6]